# La Cour aux étoiles
La Cour aux étoiles est un conte pour enfant écrit par Évelyne Brisou-Pellen et paru en 1985.

## Résumé
Vers la fin du servage au Moyen Âge, pour échapper à un seigneur, Renaud, le jeune serf, quitte ses proches dont le prêtre qui lui avait appris à lire, et gagne Paris. Il se retrouve avec une bande de brigand dont le chef est un chevalier. Sans refuge ni argent, il mendie, vit de petits larcins et erre dans la Cour aux étoiles dirigée par Thibaut, le maître incontesté des gueux, qui le forme à voler et une vieille sorcière qui lui apprend à mendier. C'est en mendiant qu'il rencontre une jeune fille dont Thibaut tombe amoureux. La peste et la prison viennent tout chambouler : la jeune fille reste introuvable alors que la majeure partie de la population est décimée !

## Critiques
(avril 2020).
La fin est plutôt tragique pour Thibaut mais on reste sur un ton d'inachevé et d'incompréhension quant à Renaud qui ne découvre qu'à la fin que le prêtre avait payé sa redevance pour son affranchissement. Il était donc libre depuis le début.
D'un point de vue historique, ce roman offre de nombreuses informations sur les conditions de vie au Moyen Âge - les mendiants, les rues boueuses et sales- et sur la peste (dite "Grande Peste") qui ravagea l'Europe au XIVe siècle.

## Public
Ce conte est adapté à tous les publics et il est abordable dès le plus jeune âge. 